# Ratchet and Clank 2
Vous lisez un « article de qualité » labellisé en 2024.
Ratchet and Clank 2 (Ratchet & Clank: Going Commando en version originale ou Ratchet & Clank: Locked and Loaded en Europe et dans la région PAL) est un jeu vidéo de plates-formes et de tir à la troisième personne, développé par Insomniac Games et édité par Sony Computer Entertainment à partir de 2003 sur PlayStation 2. Il s'agit du deuxième opus de la série Ratchet and Clank, qui fait suite à Ratchet and Clank, sorti un an plus tôt.
Cet opus met en scène le Lombax Ratchet et son acolyte, le robot Clank, dans un univers de science-fiction futuriste prenant pour cadre la galaxie fictive de Bogon. Là, Abercombie Fizzwidget, le directeur général de MegaCorp, interviewe Ratchet et Clank et leur explique qu'une expérience top secret de MegaCorp a été dérobée. Il leur donne la mission de la retrouver. Au cours de leur périple dans la galaxie, ils seront confrontés à de nombreuses difficultés.
Le système de jeu de Ratchet and Clank 2 est semblable à celui du premier opus. Le joueur contrôle les protagonistes dans une vue à la troisième personne. Il doit utiliser de nombreuses armes et différents gadgets pour vaincre ses ennemis et résoudre des casse-têtes. Il avance linéairement dans l'histoire en visitant diverses planètes et en complétant des sections de plates-formes et des mini-jeux. Le jeu propose quelques modifications par rapport au jeu original, telles que l'évolution des graphismes, ou encore la possibilité d'améliorer ses armes.
Ratchet and Clank 2 reçoit de nombreuses critiques élogieuses, certaines le décrivant comme l'un des meilleurs jeux PlayStation 2 jamais sortis. Les critiques soulignent l'amélioration des graphismes, le système de jeu engageant, l'histoire plus longue et la qualité globale du son. Elles déplorent par contre le niveau de difficulté élevé et l'existence de certains mini-jeux. Le succès du jeu lui permet de connaître plusieurs suites directes, dont Ratchet and Clank 3.

## Trame

### Univers
Comme dans le premier épisode de la série, Ratchet and Clank 2 se déroule dans un univers de science-fiction futuriste. Ratchet et Clank, les protagonistes, voyagent de planète en planète à bord d'un vaisseau spatial. Ce deuxième opus prend pour cadre la galaxie de Bogon et met en scène la société MegaCorp, qui fabrique tout ce qui existe dans cet univers.
Le climat et les paysages varient grandement d'une planète à l'autre au sein de la galaxie de Bogon. Cette dernière abrite également un gang de mercenaires de l'espace, les Thug-4-Less. La compagnie d'armement MegaCorp détient le monopole sur la production d'armes, de gadgets et d'équipements divers au sein de la galaxie de Bogon. Chaque planète comprend au moins un point de vente MegaCorp, où il est possible d'acheter armes et munitions.

### Personnages
Le joueur incarne le personnage principal de la série, Ratchet, un Lombax originaire de la planète Veldin dans la galaxie de Solana. Il utilise une clé à molette dans les combats au corps à corps et un très large arsenal d'armes. Clank, le compagnon robotique de Ratchet et deuxième personnage principal, est généralement attaché dans son dos et utilise diverses fonctionnalités pour améliorer les mouvements de Ratchet.
L'antagoniste principal du jeu est le Protopet, un cobaye issu d'expériences génétiques, créé par la société MegaCorp et qui représente une menace pour toute la galaxie de Bogon. Le Protopet est en réalité détenu par capitaine Qwark, un super-héros déchu dans le premier volet de la série et désireux de redorer sa réputation en cherchant à éliminer lui-même le cobaye.
Le jeu met en scène d'autres personnages secondaires, comme Abercombie Fizzwidget, fondateur et directeur général de MegaCorp, qui fait appel à Ratchet et Clank pour l'aider à retrouver le Protopet. Angela Cross, une femelle Lombax, se révèle être une alliée des héros après avoir dérobé le Protopet à MegaCorp au début du jeu. Enfin, les Thugs-4-Less constituent un gang de mercenaires agissant pour le compte de Qwark.

### Scénario

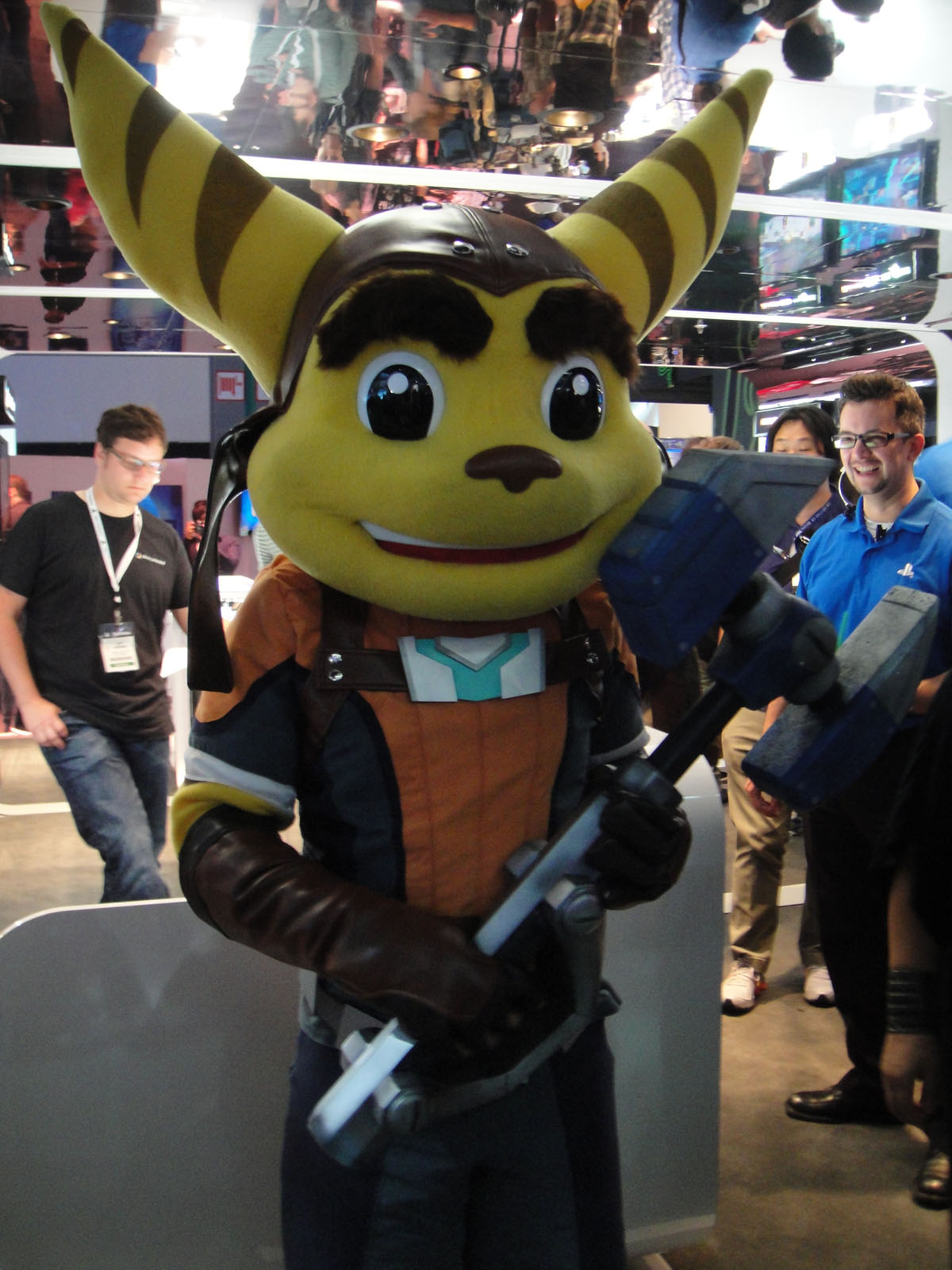
Cosplay de Ratchet, personnage principal du jeu.

Après avoir battu le président Drek dans le jeu précédent, Ratchet et Clank sont devenus des célébrités, mais ils s'ennuient, leur vie étant sans histoire. Après une interview dans l'holoémission L'Envers des héros, Ratchet et Clank sont téléportés jusque dans la galaxie Bogon par Abercombie Fizzwidget, fondateur et directeur général de MegaCorp, une société qui fabrique tous les produits de la galaxie. Fizzwidget requiert alors leur aide pour retrouver une expérience biologique dérobée. Les employés de MegaCorp donnent à Ratchet une formation et un équipement de commando et il est envoyé dans un laboratoire volant sur la planète Aranos pour rechercher le cobaye, qu'il trouve dans une cage. Le voleur se montre alors et Ratchet essaie de se faire passer pour un réparateur lorsqu'il est capturé. Le voleur s'échappe du laboratoire avec le cobaye et Ratchet retourne à son vaisseau, contacte Fizzwidget et l'informe de la fuite du voleur.
Fizzwidget donne les coordonnées à Ratchet, qui poursuit le voleur avec l'aide de Clank à travers plusieurs planètes, jusqu'à l'affrontement sur la planète gelée de Siberius. Après l'avoir battu, Ratchet récupère le cobaye et le rend à Fizzwidget. Quelque temps plus tard, après que Fizzwidget a expulsé « accidentellement » Ratchet et Clank de leur vaisseau, le voleur les aborde afin de récupérer le cobaye, ignorant qu'il a été rendu à Fizzwidget. Le voleur laisse alors involontairement tomber son masque, révélant qu'il est une femme Lombax répondant au nom d'Angela Cross. Après avoir appris que l'expérience a été remise à MegaCorp, elle informe Ratchet que le cobaye vouera définitivement la galaxie à la destruction.
Sur la planète Dobbo, Ratchet et Clank s'aperçoivent que les craintes d'Angela étaient fondées lorsque le cobaye s'avère être un dangereux prédateur. Ils essaient alors de persuader Fizzwidget de détruire le cobaye, mais leurs efforts sont vains. Le duo tombe ensuite sur une publicité pour le cobaye, officiellement appelé le « proto-animal », qui est préparé pour être produit en grande quantité par le biais du clonage. Sur la planète Boldan, Ratchet et Clank sont capturés par les « Thugs-4-Less », groupe de mercenaires engagés par Fizzwidget. Ils sont mis en prison, mais parviennent à s'en échapper et essaient de libérer Angela, qui a également été capturée. Après avoir battu le chef des Thugs sur la planète Snivelak et sauvé Angela, Ratchet retourne au quartier-général de MegaCorp pour détruire les proto-animaux.
Une fois sur place, ils découvrent que Fizzwidget n'est nul autre que le Capitaine Qwark, le « super-héros » déchu du premier opus, qui se déguisait depuis le début pour libérer le proto-animal, puis en débarrasser la galaxie afin de redorer sa réputation. Celui-ci tente alors d'utiliser « l'hélixomorphe », un gadget conçu par Angela pour soigner le défaut génétique qui rend agressifs les proto-animaux, sur le proto-animal original. Mais les batteries du gadget étant montées à l'envers, le proto-animal mute en un monstre gigantesque qui avale Qwark. Après que Ratchet a vaincu cet ennemi, Angela explique que le véritable Fizzwidget était ligoté dans un placard pendant tout le temps où Qwark a pris sa place. Le proto-animal crache alors Qwark et Angela récupère l'hélixomorphe, change la position des batteries et soigne le monstre qui retrouve son apparence normale. La Lombaxe utilise alors les transpondeurs de MegaCorp pour amplifier l'hélixomorphe et guérir tous les proto-animaux de la galaxie, mettant fin à la menace.
Dans l'épilogue du jeu, Ratchet, Clank, Angela et une Infobot que Clank a rencontrée à plusieurs reprises dans le jeu, traînent sur le canapé dans l'appartement de Ratchet, lorsque Angela informe les deux compères que Qwark a trouvé un emploi de testeur à MegaCorp.

## Système de jeu

Logo de la version originale du jeu, Ratchet & Clank: Going Commando.

Le joueur contrôle Ratchet en vue à la troisième personne et utilise différentes armes pour vaincre les ennemis. Le joueur peut également se servir de gadgets pour explorer de nouvelles zones. Il voyage au travers de plusieurs planètes de la « Galaxie Bogon » et complète plusieurs objectifs principaux et quelques quêtes subsidiaires. Le joueur peut récolter des unités monétaires sous la forme de « boulons » lorsqu'il déplace Ratchet. Elles apparaissent quand le joueur détruit des objets cassables, des caisses en bois ou élimine les ennemis, disséminés tout au long des niveaux. Les boulons permettent d'acheter de nouvelles armes et munitions, des armures et des éléments de personnalisation de son vaisseau spatial. La collecte de boulons en platine, rares et volontairement cachés, permet d'acquérir de nouvelles améliorations pour les armes de Ratchet. Outre les caisses en bois, il y a également des caisses transparentes de « Nanotech », qui redonnent de la santé, des caisses marquées d'une lettre « M » qui contiennent des munitions, et des caisses rouges, qui explosent au contact du personnage.
Ratchet and Clank 2 présente quatre types de mini-jeux : les batailles en arène, les casse-têtes sphériques de piratages, les courses d'Hoverbike et les courses et batailles spatiales. Après avoir terminé le jeu, les joueurs peuvent également essayer de le refaire en mode « challenge » qui est plus difficile mais dans lequel les joueurs commencent la partie avec les armes et le niveau de vie avec lesquels ils ont terminé le jeu la première fois. Dans ce mode des améliorations d'armes additionnelles sont débloquées.
Ratchet and Clank 2 introduit dix-huit nouvelles armes, comme le pistolet bombardeur, l'arme chercheuse ou le pistolet à lave. Chaque arme possède une jauge d'expérience basée sur le nombre d'ennemis tués avec celle-ci. L'arme augmente d'un niveau à chaque fois que la jauge est remplie, la rendant plus puissante et changeant son aspect. Certains gadgets du premier jeu font leur retour, comme le swingueur, pendant que d'autres font leur apparition dans cet opus. Le joueur peut également utiliser sa sauvegarde du Ratchet and Clank original pour obtenir gratuitement les armes « retro » du premier jeu.
Comme ses armes, Ratchet gagne de l'expérience pour chaque ennemi tué. Lorsque la jauge d'expérience de Ratchet est remplie, il obtient un nouveau niveau de « nanotech ». Avec ces bulles de santé supplémentaires et les « nanotech » bonus, il obtient un maximum de quatre-vingt points de vie,,. Le jeu introduit également des vendeurs d'armures qui permettent à Ratchet d'obtenir des niveaux supplémentaires de protection et de résistance aux dégâts.

## Développement

### Conception

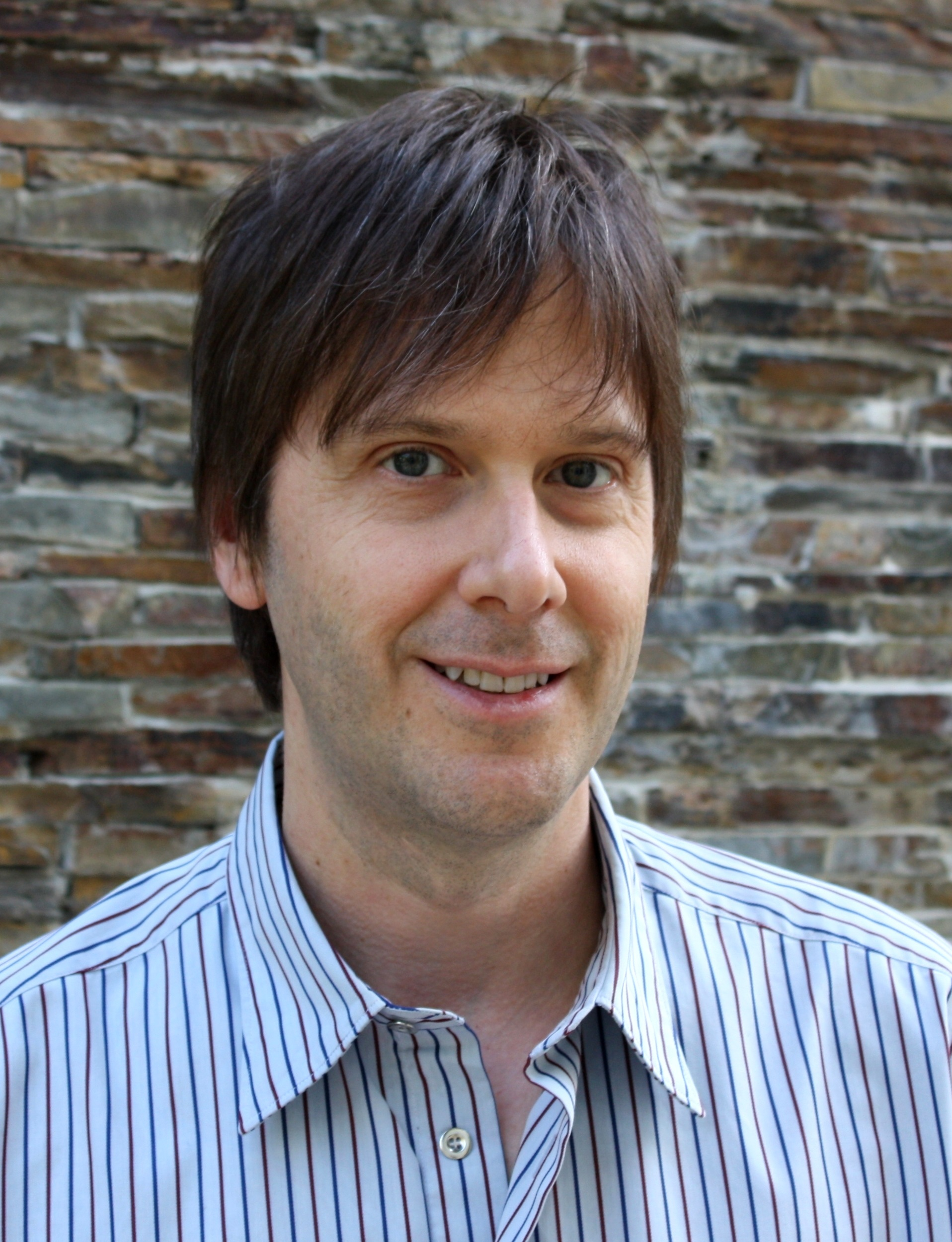
Mark Cerny, concepteur du jeu.

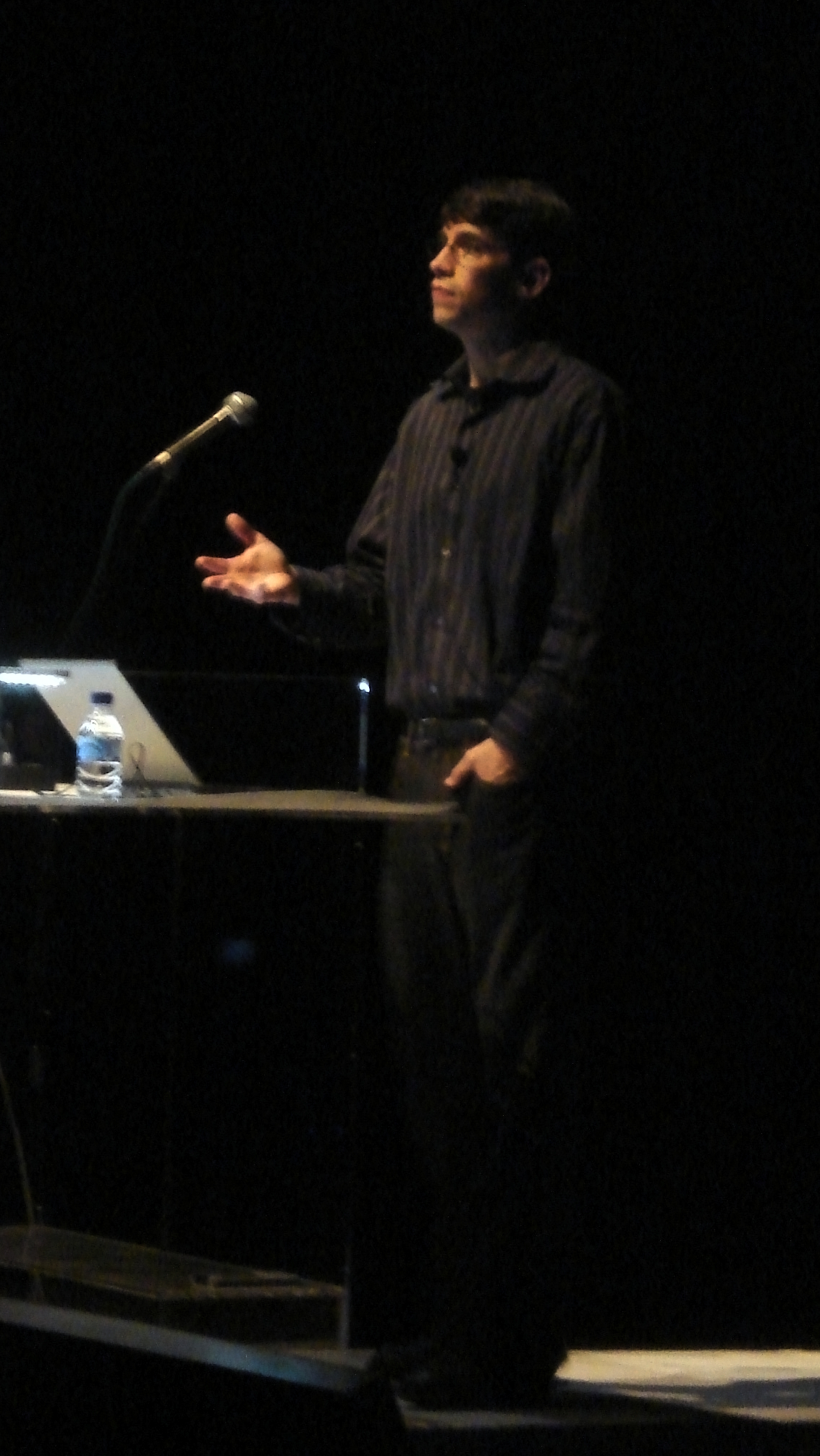
Ted Price, président d'Insomniac Games et producteur du jeu.

Le développement de Ratchet and Clank 2 est approuvé cinq mois après la sortie du premier opus, après de nombreux avis très positifs des testeurs originaux. En août 2002, Insomniac Games commence à concevoir les graphismes de Ratchet and Clank 2 tout en continuant de corriger les bugs du premier jeu. Le vice-président du développement de Insomniac Games, Brian Hastings, déclare dans une interview de 2003 que les premières étapes de la conception du jeu consistent à « essayer de trouver quelques « grandes idées ». Ce sont ces idées qui selon [lui] attirent vraiment l'attention des gens et permettent de donner au jeu ce « truc en plus ». Dans le cas de Ratchet and Clank 2, les grandes idées sont les éléments de RPG, comme les améliorations d'armes et de santé, les planètes sphériques et les combats spatiaux ». Il ajoute que les planètes sphériques du jeu sont inspirées de la couverture du roman de 1943, Le Petit Prince. La conception des mondes sphériques demande aux développeurs de changer environ 50 000 lignes de code pour tenir compte de la gestion différente de la gravité. Le développement dure au total dix mois pendant lesquels la taille de l'équipe d'Insomniac double, passant de quarante développeurs à quatre-vingt.
Une des critiques les plus recensées sur le premier jeu concerne le style et la personnalité de Ratchet. Ted Price, le producteur du jeu, explique que pour corriger ce problème, les concepteurs ont rendu Ratchet « moins arrogant et beaucoup plus amical avec Clank, et il est capable de mieux se contrôler dans des situations stressantes sans être aussi impétueux qu'il ne l'était dans Ratchet 1 ». Le personnage du Capitaine Qwark est un des derniers ajouts au jeu.

### Versions de démonstration

Logo de la version européenne du jeu, Ratchet & Clank: Locked and Loaded.

En avril 2003, Sony Computer Entertainment dévoile le développement de Ratchet and Clank 2, dont la sortie est prévue en exclusivité sur PlayStation 2 pour novembre 2004. L'éditeur américain prévoit près d'une vingtaine de nouvelles armes, quatre armures pour Ratchet, des ennemis dont la puissance évolue avec celle du héros, et la possibilité d'améliorer les armes et le nombre de nanotechs grâce à des points d'expérience obtenus en vainquant les ennemis, à la manière d'un RPG,,. Dès cette annonce, les observateurs voient en ce nouveau volet un concurrent à Jak II : Hors-la-loi, développé en parallèle par le studio Naughty Dog.
Une version de démonstration est présentée au public lors de l'Electronic Entertainment Expo, qui se tient à Los Angeles, du 14 au 16 mai 2003. À cette occasion, le président d'Insomniac Games présente les nouveautés du système de jeu, comme un meilleur contrôle des ennemis de Ratchet par l'intelligence artificielle : ceux-ci deviennent plus forts, disposent d'armes de plus en plus puissantes et sont capables de coopérer ensemble, afin de rendre le jeu plus difficile. De plus, au fur et à mesure que Ratchet améliore ses armes, celles-ci se transforment en de nouvelles armes encore plus puissantes. En outre, certains niveaux consistent en des combats dans des arènes de gladiateurs et des combats spatiaux, pour lesquels le studio américain améliore sa technique d'éclairage afin que le joueur puisse voir à travers la vitre du vaisseau spatial de Ratchet. D'autres niveaux prennent pour cadre des planètes sphériques avec une vue à 360°, sur lesquelles Ratchet ne subit pas la gravité et doit résoudre des énigmes. Enfin, Price explique que les développeurs font évoluer la personnalité de Ratchet par rapport au premier volet : « Je l'admets, Ratchet était une sorte de connard dans le premier jeu. Dans cette toute nouvelle histoire, il est plus confiant et plus agressif »,.
Une nouvelle démo de Ratchet and Clank 2 est présentée à l'occasion de la neuvième édition des X Games, organisés à Los Angeles, du 14 au 17 août 2003 et que Sony Computer Entertainment sponsorise. Le jeu est ensuite de nouveau présenté dans le cadre du PlayStation Experience, un événement organisé en marge de l'European Computer Trade Show, à Londres du 27 au 29 août, lors duquel Insomniac Games annonce un jeu 150 % plus vaste que son prédécesseur. La version de démonstration dévoilée lors de cet événement comprend trois des premiers niveaux du jeu, une métropole futuriste, une arène de gladiateurs intergalactique et une planète marécageuse et pluvieuse, envahie par une végétation épaisse,.

## Audio

### Bande originale
Comme pour le premier jeu, la bande originale est composée par le français David Bergeaud. Ratchet and Clank 2 contient également quelques musiques additionnelles composées par Niels Bye Nielsen. Elle comporte un total de cinquante pistes. La bande originale sort en 2003, en même temps que le jeu. Selon Jihem de Jeuxvideo.com, la musique « apporte une atmosphère très décontractée à ce titre bourré d'humour ».

### Doublage

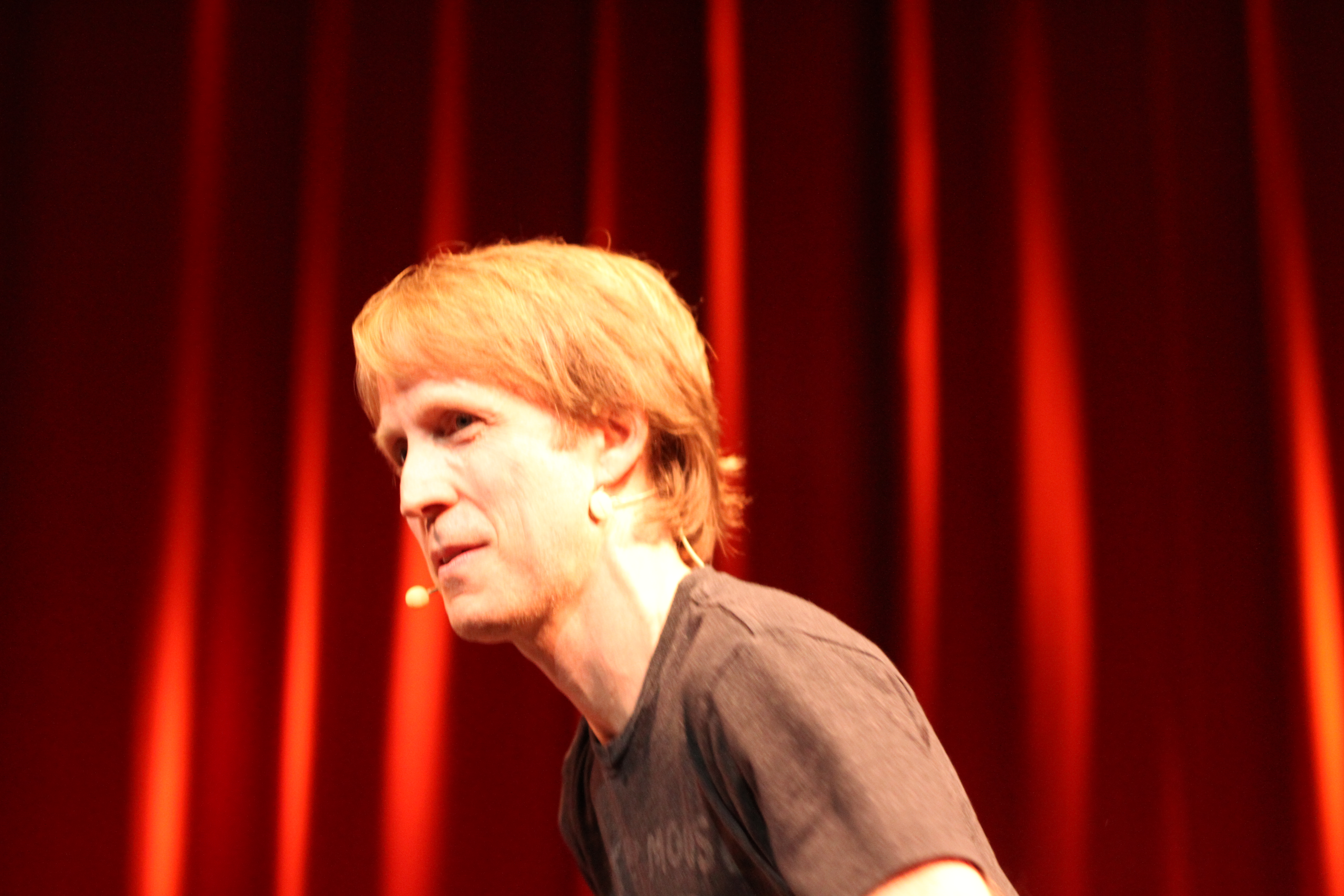
James Arnold Taylor prête sa voix au personnage principal du jeu, Ratchet, en remplacement de Mikey Kelley.

La version anglaise de Ratchet and Clank 2 est marquée par le remplacement de Mikey Kelley au doublage de Ratchet par James Arnold Taylor qui lui prêtera sa voix dans les numéros suivants. David Kaye reprend le rôle de Clank et Jim Ward celui du Capitaine Qwark. Jim Ward double également le méchant principal du jeu, le professeur Fizzwidget. Rodger Bumpass prête sa voix au voleur masqué qui se révélera être Angela Cross, doublée par Kath Soucie. Parmi les autres voix célèbres de la version anglaise peuvent être citées Michael Bell, Steven Blum, Julianne Buescher, Neil Flynn, James Horan, Benjamin Diskin, Kim Mai Guest, Carolyn Lawrence et Mona Marshall.
En version française Ratchet, Clank et le Capitaine Qwark sont doublés par les mêmes comédiens que dans le premier opus : respectivement Marc Saez, Martial Le Minoux et Hervé Caradec. Martial Le Minoux et Hervé Caradec alternent également pour prêter leur voix à Abercombie Fizzwidget. Le voleur inconnu est doublé par Patrice Baudrier avant qu'il ne devienne Angela Cross, doublée par Nathalie Homs. D'autres noms du doublage français font aussi partie du casting comme Sylvain Lemarié, Bruno Magne, Gilbert Lévy et Thierry Kazazian.

## Commercialisation
Ratchet and Clank 2 sort en Amérique du Nord le 11 novembre 2003, en Europe le 21 novembre et au Japon le 11 décembre de la même année,,. En 2004, Sony ajoute le jeu à sa liste des « plus grands succès » sur PlayStation 2. Il est également ajouté à la gamme Platinum de la région PAL, le 13 août 2004, et dans la gamme japonaise The Best, regroupant les meilleurs jeux de PlayStation 2 selon PSone Book, le 8 juillet 2004.
Le 20 mars 2009, Insomniac Games publie en Europe Ratchet & Clank Triple Pack, une compilation réunissant Ratchet and Clank, Ratchet and Clank 2 et Ratchet and Clank 3, les trois premiers jeux de la série développés pour PlayStation 2.
Ratchet and Clank 2 est réédité dans une version en haute définition, développée par Idol Minds, sur le PlayStation Store, pour une utilisation sur PlayStation 3, le 27 juin 2012 en Europe et le 28 août 2012 dans le reste du monde, puis sur PlayStation Vita, le 2 juillet 2014,,.

## Accueil

### Réception critique
Ratchet and Clank 2 reçoit des critiques positives. Le site 1UP.com déclare que « tout ce qui était fait dans Ratchet and Clank, est mieux fait dans le 2, ceci grâce aux petits réglages et ajouts ». Jihem de Jeuxvideo.com ajoute que « Ratchet and Clank 2 a tout du jeu quasi parfait. Techniquement impeccable, maniable, fun, rythmé, ce jeu mérite son nouveau titre de référence en matière de jeux de plates-formes ». Andy McNamara de Game Informer dit que le jeu a « le contenu le plus convaincant et le meilleur que [Insomniac] a sorti à ce jour ».
Les combats en arène et les niveaux de courses sont salués par Andrew Reiner de Game Informer et par Benjamin Turner de GameSpy qui déclarent qu'il est « surprenant à quel point c'est amusant de jouer au gladiateur interstellaire »,. GamePro souligne le rythme du jeu, en disant que le premier ne semblait pas avoir « véritablement montré ses vraies couleurs avant la moitié du scénario », mais que pour le deuxième la même chose est ressentie après la fin du deuxième niveau. GameSpot ajoute que le « superbe sens de l'humour » du jeu original est aussi présent dans Ratchet and Clank 2, une déclaration confirmée par GameZone lorsque le site déclare que les cinématiques du jeu « représentent une des choses les plus réfléchies, poignantes et drôles jamais vues dans un jeu de plates-formes ».
Les graphismes de Ratchet and Clank 2 sont loués par les critiques qui soulignent particulièrement l'amélioration graphique de Ratchet. Game Informer déclare que « les détails graphiques vous laissent sans voix ». GameSpot considère que le fait de réutiliser des graphismes pour les menus et les écrans de missions est « un peu paresseux », mais salue les styles et les effets sonores des armes. GameSpy ajoute que « Ratchet and Clank 2 est largement le jeu de plates-formes le plus impressionnant graphiquement du moment ». Le test du site Jeuxvideo.com trouve le jeu de « toute beauté » grâce aux « environnements d'une incroyable richesse » et aux « animations fluides ». La musique, les effets spéciaux et les dialogues sont également acclamés par GameZone et Jeuxvideo.com,.
Les critiques négatives du jeu se concentrent principalement sur son niveau de difficulté qui est bien plus élevé que celui de son prédécesseur. Le site 1UP.com mentionne que ceci est particulièrement notable aux alentours de la fin du jeu, où « il y a des niveaux qui ne sont rien d'autre que des vagues d'ennemis puissants les unes après les autres qui se jettent sur vous pour vider vos munitions, avant de recommencer ». Cependant, GameSpy salue cet aspect du jeu, déclarant que cela rend Ratchet and Clank 2 plus intéressant que le premier. Quelques critiques pensent également que certains mini-jeux, comme les combats spatiaux sont mal faits en comparaison du reste du jeu, et que les niveaux avec « Clank Géant » sont « décérébrés et ennuyeux »,.

### Ventes et récompenses
D'après les chiffres publiés par le site web VG Chartz, au 30 avril 2016, le jeu s'est vendu à plus de 2,78 millions d'exemplaires à travers le monde, dont 1,44 million vendus en Amérique du Nord, 830 000 en Europe et 260 000 au Japon.
Ratchet and Clank 2 est nommé lors de l'édition 2004 de l'Interactive Achievement Awards dans les catégories du jeu de l'année, du jeu sur console de l'année, de la réalisation exceptionnelle en animation, de la réalisation exceptionnelle en direction artistique, de la réalisation exceptionnelle en développement de personnages et de scénario, de la réalisation exceptionnelle en ingénierie visuelle et du meilleur jeu d'action-aventure de plates-formes de l'année.
Le jeu est aussi nommé lors de l'édition 2004 du Game Developers Choice Awards dans la catégorie du meilleur design, mais le prix est remporté par Prince of Persia : Les Sables du Temps.
Le jeu obtient la onzième place de la liste des « 25 meilleurs jeux PS2 de tous les temps » élaborée par IGN en 2007. Le même site attribue à Ratchet and Clank 2 et à Final Fantasy X-2 leur récompense du Jeu du Mois pour le mois de novembre 2003.

« Alors que le premier Ratchet and Clank souffrait, à mon avis, de l'extrême homogénéisation de son personnage principal et de sa relative facilité, Ratchet and Clank 2 essaie de résoudre ces problèmes à la manière typique d'Insomniac. Ratchet est trop ennuyeux ? Laissons-le grandir et prendre des responsabilités. Le jeu est trop facile ? Augmentons la quantité et les types d'armes pour Ratchet et pour ses ennemis. Mais Insomniac ne fait pas que corriger les problèmes. L'entreprise se concentre sur chaque détail du premier jeu et à partir de rien améliore tout de façon conséquente. Ils ont tout modernisé, et ils ont ajouté de nouvelles choses. […] Ratchet and Clank 2 est amélioré en tous points de sa matière de base. »

— Douglass C. Perry.

## Postérité
Fort du succès de ce titre, Insomniac Games développe un troisième opus pour novembre 2004, qui reprend un système de jeu similaire et rajoute un mode multijoueur, permettant des parties jusqu'à huit personnes connectées en ligne,.
En juin 2010, Sony Computer Entertainment annonce la création d'une gamme Classics HD, destinée à publier des compilations de jeux PlayStation 2 sur PlayStation 3, avec une refonte graphique en haute définition. Alors que les joueurs espèrent l'arrivée d'une compilation des trois premiers opus de la série Ratchet and Clank, Insomniac Games se dit prêt à soutenir cette initiative, mais annonce ne pas en assurer le développement,.
En mars 2012, Ted Price, le président-directeur général d'Insomniac Games, officialise la sortie de The Ratchet and Clank Trilogy, prévue pour cette même année. Développée par Idol Mins pour PlayStation 3 et Mass Media pour PlayStation Vita, cette compilation comprend des graphismes en haute définition 1 080 p et en trois dimensions stéréoscopique 720 p, mais aussi des trophées Platine dans chacun des trois épisodes présents dans ce jeu,.

### Citations du jeu
1. ↑  Ratchet : « Eh bien, nous avons évidemment été très occupés. Après la défaite de Drek, il y a eu les défilés, les conférences de presse, les bals costumés… »
Clank : « Et le barbecue chez Lee A. »
Ratchet : « Ah oui c'est vrai. Ensuite les choses se sont un peu calmées. »
— Ratchet and Clank 2, Insomniac Games, PlayStation 2, 2003.
2. ↑  Fizzwidget : « Bienvenue ! »
Ratchet : « Qu'est-ce que… »
Fizzwidget : « Je m'appelle Fizzwidget, fondateur de la compagnie MegaCorp, dans la galaxie Bogon. […] Désolé de vous incapaciter, mais notre galaxie est tout au bord du soufre. Je requiers humblement votre soutenance pour une mission de la plus haute urgitude. […] Il y a quelques jours, un cobaye issu d'une expérience biologique top secrète a été volé dans nos laboratoires par ce criminel dupliféroce et j'ai besoin de vous pour le récupérer. »
— Ratchet and Clank 2, Insomniac Games, PlayStation 2, 2003.
3. ↑  Ratchet : « Who ! Hey non ! Moi je suis juste là pour réparer le… rouleau du Transfluxer »
— Ratchet and Clank 2, Insomniac Games, PlayStation 2, 2003.
4. 1 2 3  Insomniac Games. Ratchet and Clank 2 (PlayStation 2). Sony Computer Entertainment. 2003
5. ↑  Ratchet : « Whoua ! Cet homme est… une femme ! »
Angela : « Qu'est-ce que ça peut vous faire ? Où est le cobaye ? »
Clank : « Nous l'avons remis à M. Fizzwidget. »
Angela : « Oh… À cause de vous la galaxie court un grand danger ! »
— Ratchet and Clank 2, Insomniac Games, PlayStation 2, 2003.
6. ↑  Ratchet : « M. Fizzwidget, allô ? Vous comprenez ce que je dis ? Tous ceux qui manipulent le cobaye doivent faire preuve d'une extrême prudence. »
— Ratchet and Clank 2, Insomniac Games, PlayStation 2, 2003.
7. ↑  Capitaine Qwark : « Laissez-moi vous expliquer. Je suis sur le point de sauver la galaxie des proto-animaux. Et vous êtes sur le point de devenir l'ennemi public numéro un ! »
— Ratchet and Clank 2, Insomniac Games, PlayStation 2, 2003.
8. ↑  Angela : « C'est bon, c'est bien le vrai Monsieur Fizzwidget. Qwark l'avait attaché dans la réserve pendant tout ce temps. »
— Ratchet and Clank 2, Insomniac Games, PlayStation 2, 2003.
9. ↑  Ratchet : « Et alors, qu'est devenu ce cher Qwark ? »
Angela : « Ah ! J'ai entendu dire qu'il travaillait à MegaCorp… »
— Ratchet and Clank 2, Insomniac Games, PlayStation 2, 2003.

### Autres références
- (en) Cet article est partiellement ou en totalité issu de l’article de Wikipédia en anglais intitulé « Ratchet and Clank: Going Commando » (voir la liste des auteurs).

1. 1 2  (en) Ricardo Torres, « Ratchet & Clank: Going Commando Preview », sur gamespot.com, 8 mai 2003 (consulté le 29 décembre 2023).
2. 1 2 3 4 5 6  Jihem, « Test de Ratchet & Clank 2 », sur Jeuxvideo.com, 19 novembre 2003 (consulté le 4 mai 2016).
3. ↑  (en) Mike Bracken, « Ratchet & Clank: Going Commando », sur GameCritics, 24 décembre 2003 (consulté le 26 janvier 2016).
4. 1 2  (en) Douglass C. Perry, « Ratchet and Clank's Arsenal of Weapons », sur IGN, 10 novembre 2003 (consulté le 26 janvier 2016).
5. 1 2  (en) Tom Bramwell, « Ratchet & Clank 2: Locked & Loaded », sur Eurogamer, 12 novembre 2003 (consulté le 3 mai 2016).
6. 1 2 3 4 5 6  (en) Andrew Reiner et Andy McNamara, « Ratchet & Clank: Going Commando », sur Game Informer, décembre 2003 (consulté le 3 mai 2016).
7. 1 2  (en) Insomniac Games, « Ratchet & Clank: Going Commando », sur Game Infowire (consulté le 3 mai 2016).
8. 1 2  (en) Rus McLaughlin, « IGN Presents The History of Ratchet and Clank », sur IGN, 30 octobre 2007 (consulté le 3 mai 2016).
9. 1 2  (en) Tokyo Drifter, « Ratchet & Clank: Going Commando », sur GamePro, 6 mai 2003 (consulté le 3 mai 2016).
10. 1 2  (en) « Music of the Spheres », sur 1UP.com.
11. ↑  (en) Billy Berghammer, « Ratchet & Clank Interview: Ted Price, president of Insomniac Games », Game Informer,‎ septembre 2003 (lire en ligne, consulté le 3 mai 2016).
12. 1 2  (en) Benjamin Turner, « Ted Price on Going Commando », sur GameSpy, 8 mai 2003 (consulté le 3 mai 2016).
13. ↑  (en) « Ratchet Goes Commando », sur ign.com, 24 avril 2003 (consulté le 29 décembre 2023).
14. ↑  Nicolas Verlet (Puyo), « Ratchet & Clank 2 en préparation », sur gamekult.com, 24 avril 2003 (consulté le 29 décembre 2023).
15. ↑  (en) Jeff Gerstmann, « Sony announces Ratchet & Clank 2 », sur gamespot.com, 24 avril 2003 (consulté le 29 décembre 2023).
16. ↑  « Ratchet & Clank aura sa suite », sur jeuxvideo.com, 24 avril 2003 (consulté le 29 décembre 2023).
17. ↑  (en) Douglas C. Perry, « E3 2002: Ratchet 2: Going Commando Hands-on », sur ign.com, 8 mai 2003 (consulté le 29 décembre 2023).
18. ↑  (en) « Sony Sponsors the Big X », sur ign.com, 12 aôut 2003 (consulté le 29 décembre 2023).
19. ↑  (en) Douglas C. Perry, « Sony Gamers Day 2003: Ratchet and Clank 2 », sur ign.com, 17 septembre 2003 (consulté le 29 décembre 2023).
20. ↑  (en) Andrew Park, « Ratchet & Clank 2: Going Commando Hands-On Impressions », sur gamespot.com, 9 septembre 2003 (consulté le 29 décembre 2023).
21. 1 2  « Ratchet & Clank 2: Going Commando (OST (2003) », sur senscritique.com (consulté le 29 décembre 2023).
22. ↑  (en) « Ratchet & Clank: Going Commando - Full Cast & Crew », sur Internet Movie Database (consulté le 13 mai 2016).
23. ↑  « Ratchet et Clank - Le Monde du doublage », sur Ratchet Galaxy, 22 avril 2013 (consulté le 13 mai 2016).
24. ↑  (en) « Ratchet & Clank: Going Commando », sur IGN (consulté le 3 mai 2016).
25. ↑  (en) « Ratchet & Clank 2 Locked and Loaded », sur Sony Computer Entertainment Europe (consulté le 3 mai 2016).
26. 1 2  (en) « Ratchet & Clank 2: Locked and Loaded », sur GameSpot (consulté le 3 mai 2016).
27. ↑  (en) « Sony Adds Five More to Greatest Hits », sur IGN (consulté le 3 mai 2016).
28. ↑  (en) « Ratchet & Clank Triple Pack », sur gamespot.com (consulté le 14 octobre 2023).
29. ↑  (en) « Ratchet & Clank: Going Commando HD - Editions », sur gamespy.com (consulté le 29 décembre 2023).
30. ↑  « Ratchet & Clank 2 - Caractéristiques du jeu (PS3) », sur jeuxvideo.com (consulté le 20 décembre 2023).
31. ↑  « Ratchet & Clank 2 - Caractéristiques du jeu (PS Vita) », sur jeuxvideo.com (consulté le 9 décembre 2023).
32. ↑  « Critique de Ratchet & Clank 2 », Consoles +, M.E.R.7, no 42,‎ novembre 2003.
33. ↑  (ja) « Ratchet and Clank 2 Review », Famitsu, no 783,‎ 5 décembre 2003.
34. 1 2  (en) Star Dingo, « Ratchet & Clank: Going Commando », GamePro,‎ 11 novembre 2003 (lire en ligne, consulté le 4 mai 2016).
35. ↑  « Critique de Ratchet & Clank 2 », Joypad, no 135,‎ novembre 2003.
36. 1 2 3 4  (en) Staff, « REVIEW - Ratchet and Clank: Going Commando (PS2) - What's better than being best? This, apparently. », sur 1UP.com, 9 mai 2004 (consulté le 4 mai 2016).
37. ↑  Frédéric Luu (Trunks), « Test : Ratchet & Clank 2 », sur Gamekult, 21 novembre 2003 (consulté le 4 mai 2016).
38. 1 2  (en) Jeff Gerstmann, « Ratchet & Clank: Going Commando Review », sur GameSpot, 11 novembre 2003 (consulté le 4 mai 2016).
39. 1 2  (en) Douglass C. Perry, « Ratchet & Clank Going Commando », sur IGN, 11 novembre 2003 (consulté le 4 mai 2016).
40. ↑  Robin, « Ratchet et Clank 2 : Ils reviennent », sur Jeuxvideo.fr, 27 novembre 2003 (consulté le 4 mai 2016).
41. 1 2 3 4 5  (en) Benjamin Turner, « Ratchet & Clank: Going Commando », 12 novembre 2003 (consulté le 4 mai 2016).
42. 1 2 3  (en) Carlos McElfish, « Ratchet & Clank: Going Commando Review », 21 novembre 2003 (consulté le 4 mai 2016).
43. 1 2  (en) « Ratchet and Clank: Going Commando PS2 », sur Metacritic (consulté le 4 mai 2016).
44. ↑  (en) « Ratchet & Clank: Going Commando Sales », sur VG Chartz (consulté le 29 mai 2016).
45. ↑  (en) « RATCHET & CLANK: GOING COMMANDO », sur interactive.org (consulté le 29 décembre 2023).
46. ↑  (en) « Archive - 4th Annual Game Developers Choice Awards », sur gamechoiceawards.com (consulté le 29 décembre 2023).
47. ↑  (en) IGN PlayStation Team, « The Top 25 PS2 Games of All Time », sur IGN, 16 mars 2007 (consulté le 13 mai 2016).
48. ↑  (en) IGNPS2, « Game of the Month: November 2003 », sur IGN, 26 novembre 2003 (consulté le 13 mai 2016).
49. ↑  Nicolas Verlet (Puyo), « Ratchet & Clank 3 prend un sous-titre », sur gamekult.com, 10 mars 2004 (consulté le 8 novembre 2021).
50. ↑  Nicolas Verlet (Puyo), « Ratchet & Clank 3 : multi et online », sur gamekult.com, 29 mars 2004 (consulté le 8 novembre 2021).
51. ↑  « La gamme Classics HD PS3 officialisée par Sony », sur jeuxvideo.com, 26 juin 2010 (consulté le 30 novembre 2021).
52. ↑  « Vers Ratchet & Clank HD Collection ? », sur jeuxvideo.com, 2 juillet 2010 (consulté le 30 novembre 2021).
53. ↑  (en) Andrew Goldfarb, « Ratchet and Clank HD Collection Confirmed », sur ign.com, 15 mars 2012 (consulté le 30 novembre 2021).
54. ↑  (en) Cam Shea, « Ratchet & Clank Trilogy Review », sur ign.com, 19 juin 2012 (consulté le 30 novembre 2021).